# John A. Scali
John Alfred Scali (Canton, 9 ottobre 1918 – Washington, 9 ottobre 1995) è stato un diplomatico e giornalista statunitense dal 1973 al 1975 rappresentante permanente per gli Stati Uniti d'America alle Nazioni Unite. Dal 1961 è stato anche corrispondente per lungo tempo per ABC News.
Come corrispondente per la ABC, Scali divenne un intermediario durante la crisi dei missili di Cuba e in seguito fece parte dell'amministrazione Nixon. Nel 1964, due anni dopo gli eventi cubani, si seppe che aveva portato un messaggio critico del colonnello del KGB Aleksandr Fomin (il nome di copertina di Aleksandr Feklisov) ai funzionari statunitensi. Successivamente funse da contatto tra Fomin e l'EXCOMM (il comitato esecutivo statunitense che si occupò della crisi). Tuttavia, in autonomia Scali decise di rispondere alle nuove condizioni sovietiche avvertendo che l’invasione statunitense era a poche ore di distanza, spingendo i sovietici a risolvere rapidamente la crisi.
Lasciò la ABC nel 1971 per servire come consigliere per gli affari esteri del presidente Nixon, diventando ambasciatore degli Stati Uniti presso le Nazioni Unite nel 1973. Scali ritornò alla ABC nel 1975 dove lavorò fino al ritiro che avvenne nel 1993.